# Echipa de fotbal a Mongoliei Interioare
Echipa de fotbal a Mongoliei Interioare a fost o echipă de fotbal din Mongolia Interioară, teritoriu aparținând Chinei. Între anii 1965 și 1989 a jucat doar câteva meciuri naționale și un meci internațional.

## Meciuri internaționale
| Dată           | Echipă gazdă         | Adversar            | Rezultat |
| -------------- | -------------------- | ------------------- | -------- |
| 30 august 1978 | São Tomé și Príncipe | Mongolia Interioară | 2 - 0    |

## Meciuri împotriva altor regiuni ale Chinei
| Dată | Echipă gazdă        | Adversar            |
| ---- | ------------------- | ------------------- |
| 1989 | Turkistanul de Est  | Mongolia Interioară |
| 1987 | Guangxi             | Mongolia Interioară |
| 1982 | Turkistanul de Est  | Mongolia Interioară |
| 1979 | Turkistanul de Est  | Mongolia Interioară |
| 1979 | Guangxi             | Mongolia Interioară |
| 1979 | Ningxia             | Mongolia Interioară |
| 1979 | Tibet               | Mongolia Interioară |
| 1979 | Mongolia Interioară | Turkistanul de Est  |
| 1979 | Mongolia Interioară | Guangxi             |
| 1979 | Mongolia Interioară | Ningxia             |
| 1979 | Mongolia Interioară | Tibet               |
| 1978 | Turkistanul de Est  | Mongolia Interioară |
| 1978 | Guangxi             | Mongolia Interioară |
| 1978 | Ningxia             | Mongolia Interioară |
| 1978 | Tibet               | Mongolia Interioară |
| 1978 | Mongolia Interioară | Turkistanul de Est  |
| 1978 | Mongolia Interioară | Guangxi             |
| 1978 | Mongolia Interioară | Ningxia             |
| 1978 | Mongolia Interioară | Tibet               |
| 1977 | Mongolia Interioară | Tibet               |
| 1977 | Mongolia Interioară | Ningxia             |
| 1976 | Guangxi             | Mongolia Interioară |
| 1973 | Turkistanul de Est  | Mongolia Interioară |
| 1973 | Guangxi             | Mongolia Interioară |
| 1965 | Turkistanul de Est  | Mongolia Interioară |

Notă: Rezultatelor acestor meciuri sunt necunoscute.